# II. DDR-Liga 1955
Die Saison 1955 war die Auftaktsaison der neu gegründeten drittklassigen II. DDR-Liga. Es handelte sich um eine Übergangsrunde, da die Meisterschaft ab 1956 nach sowjetischem Vorbild an das Kalenderjahr angeglichen und deswegen die Zeit zwischen dem Saisonende 1954/55 im Sommer 1955 und dem Beginn der Saison 1956 im Frühjahr überbrückt werden sollte. Es wurden lediglich 13 Spieltage ausgetragen, bei denen weder ein Auf- noch Absteiger ermittelt wurden.

## Spielbetrieb
Nach der Saison 1954/1955 wurden die drei Staffeln der DDR-Liga zu der neuen, 14 Mannschaften umfassenden eingleisigen I. DDR-Liga zusammengelegt. Qualifiziert hatten sich aus der Staffel 1 die Mannschaften der Plätze 2 bis 5, aus der Staffel 2 die Plätze 2 bis 4 und aus der Staffel 3 die Plätze 1 bis 5. Die Sieger der Staffeln 1 und 2 waren in die Oberliga aufgestiegen. Die übrigen Mannschaften kamen in die beiden regionalen Staffeln der II. DDR-Liga. Die bisher drittklassigen 15 Bezirksligen rückten dadurch in das vierte Glied. 

## Staffel Nord
Die Nordstaffel wurde in einer einfachen Übergangsrunde ohne Auf- bzw. Absteiger ausgetragen. Staffelsieger wurde die SG Dynamo Eisleben.

### Abschlusstabelle
| Pl. | Mannschaft                         | Sp. | S  | U | N | Tore    | Quote | Punkte |
| --- | ---------------------------------- | --- | -- | - | - | ------- | ----- | ------ |
| 1.  | SG Dynamo Eisleben                 | 13  | 9  | 3 | 1 | 032:120 | 2,67  | 21:50  |
| 2.  | BSG Motor Süd Brandenburg          | 13  | 10 | 0 | 3 | 033:150 | 2,20  | 20:60  |
| 3.  | BSG Einheit Greifswald             | 13  | 8  | 3 | 2 | 027:170 | 1,59  | 19:70  |
| 4.  | SC Motor Berlin                    | 13  | 8  | 2 | 3 | 027:110 | 2,45  | 18:80  |
| 5.  | BSG Stahl Stalinstadt              | 13  | 7  | 2 | 4 | 023:170 | 1,35  | 16:10  |
| 6.  | SK Vorwärts der KVP Cottbus *      | 13  | 5  | 2 | 6 | 025:180 | 1,39  | 12:14  |
| 7.  | BSG Motor Wismar                   | 13  | 6  | 0 | 7 | 019:210 | 0,90  | 12:14  |
| 8.  | BSG Motor Stralsund (N)            | 13  | 6  | 0 | 7 | 019:260 | 0,73  | 12:14  |
| 9.  | BSG Fortschritt Neustadt-Glewe (N) | 13  | 4  | 3 | 6 | 030:420 | 0,71  | 11:15  |
| 10. | SG Dynamo Schwerin                 | 13  | 4  | 2 | 7 | 026:330 | 0,79  | 10:16  |
| 11. | SG Lichtenberg 47 (N)              | 13  | 5  | 0 | 8 | 018:360 | 0,50  | 10:16  |
| 12. | BSG Motor Warnowwerft Warnemünde   | 13  | 4  | 0 | 9 | 020:240 | 0,83  | 08:18  |
| 13. | BSG Turbine Neubrandenburg         | 13  | 3  | 1 | 9 | 015:320 | 0,47  | 07:19  |
| 14. | BSG Stahl Thale                    | 13  | 2  | 2 | 9 | 018:280 | 0,64  | 06:20  |

| (N) Aufsteiger aus der Bezirksliga 1954/55 |

### Kreuztabelle
Die Kreuztabelle stellt die Ergebnisse aller Spiele dieser Saison dar. Die Heimmannschaft ist in der linken Spalte aufgelistet und die Gastmannschaft in der obersten Reihe.
| Staffel Nord 27. August 1955 – 18. Dezember 1955 | Staffel Nord 27. August 1955 – 18. Dezember 1955 | SG Dynamo Eisleben | BSG Motor Süd Brandenburg | BSG Einheit Greifswald | SC Motor Berlin | BSG Stahl Stalinstadt | SK Vorwärts der KVP Cottbus | BSG Motor Wismar | BSG Motor Stralsund | BSG Fortschritt Neustadt-Glewe | SG Dynamo Schwerin | SG Lichtenberg 47 | BSG Motor WW Warnemünde | BSG Turbine Neubrandenburg | BSG Stahl Thale |
| ------------------------------------------------ | ------------------------------------------------ | ------------------ | ------------------------- | ---------------------- | --------------- | --------------------- | --------------------------- | ---------------- | ------------------- | ------------------------------ | ------------------ | ----------------- | ----------------------- | -------------------------- | --------------- |
| 01.                                              | SG Dynamo Eisleben                               |                    | –                         | 4:1                    | 1:0             | 2:1                   | 2:1                         | –                | –                   | –                              | –                  | 6:2               | 2:0                     | –                          | –               |
| 02.                                              | BSG Motor Süd Brandenburg                        | 1:2                |                           | –                      | 1:0             | –                     | –                           | –                | –                   | 5:0                            | 7:1                | 3:1               | 3:2                     | –                          | 5:4             |
| 03.                                              | BSG Einheit Greifswald                           | –                  | 2:1                       |                        | –               | –                     | –                           | –                | 2:0                 | 2:2                            | –                  | –                 | 3:0                     | 4:2                        | 0:0             |
| 04.                                              | SC Motor Berlin                                  | –                  | –                         | 3:1                    |                 | 1:1                   | –                           | –                | 3:2                 | 7:0                            | –                  | –                 | 3:1                     | 1:2                        | 3:0             |
| 05.                                              | BSG Stahl Stalinstadt                            | –                  | 2:0                       | 1:2                    | –               |                       | 2:3                         | 4:1              | 2:0                 | –                              | –                  | –                 | 2:1                     | 2:1                        | –               |
| 06.                                              | SK Vorwärts der KVP Cottbus                      | –                  | 1:2                       | 1:3                    | 1:2             | –                     |                             | –                | –                   | 1:1                            | 5:1                | –                 | 1:0                     | –                          | 3:0             |
| 07.                                              | BSG Motor Wismar                                 | 0:2                | 0:2                       | 2:3                    | 0:1             | –                     | 1:0                         |                  | –                   | 7:2                            | 1:0                | –                 | –                       | –                          | –               |
| 08.                                              | BSG Motor Stralsund                              | 2:0                | 0:1                       | –                      | –               | –                     | 1:0                         | 1:3              |                     | –                              | –                  | 3:1               | 1:3                     | 2:0                        | –               |
| 09.                                              | BSG Fortschritt Neustadt-Glewe                   | 2:7                | –                         | –                      | –               | 3:3                   | –                           | –                | 1:3                 |                                | –                  | 7:0               | –                       | 1:3                        | 2:1             |
| 10.                                              | SG Dynamo Schwerin                               | 0:3                | –                         | 1:1                    | 1:1             | 0:1                   | –                           | –                | 8:1                 | 0:4                            |                    | –                 | –                       | –                          | 6:2             |
| 11.                                              | SG Lichtenberg 47                                | –                  | –                         | 0:3                    | 0:2             | 2:0                   | 2:1                         | 2:1              | –                   | –                              | 4:3                |                   | –                       | –                          | –               |
| 12.                                              | BSG Motor Warnowwerft Warnemünde                 | –                  | –                         | –                      | –               | –                     | –                           | 0:1              | –                   | 3:5                            | 2:3                | 2:0               |                         | 6:0                        | [ A 1 ]         |
| 13.                                              | BSG Turbine Neubrandenburg                       | 1:1                | 0:2                       | –                      | –               | –                     | 1:6                         | 1:2              | –                   | –                              | 1:2                | 1:2               | –                       |                            | –               |
| 14.                                              | BSG Stahl Thale                                  | 0:0                | –                         | –                      | –               | 1:2                   | –                           | 3:0              | 2:3                 | –                              | –                  | 4:2               | –                       | 1:2                        |                 |

1. ↑   BSG Motor Warnowwerft Warnemünde – BSG Stahl Thale 1:1 (2. Spieltag); Wertung: 2:0 Punkte 0:0 Tore für Warnemünde, weil bei Thale ein Spieler unberechtigt mitwirkte.

### Torschützenliste
|    | Spieler               | Mannschaft                     | Tore |
| -- | --------------------- | ------------------------------ | ---- |
| 1. | Horst Laucke          | BSG Motor Süd Brandenburg      | 9    |
| 1. | Horst Meyer           | BSG Fortschritt Neustadt-Glewe | 9    |
| 1. | Karl-Friedrich Eggert | BSG Fortschritt Neustadt-Glewe | 9    |
| 4. | Lothar Woltersdorf    | BSG Motor Süd Brandenburg      | 8    |
| 4. | Horst Zeinert         | SC Motor Berlin                | 8    |
| 4. | Herbert Heinze        | BSG Stahl Stalinstadt          | 8    |
| 4. | Günter Kersten        | BSG Einheit Greifswald         | 8    |

## Staffel Süd
Die Südstaffel wurde in einer einfachen Übergangsrunde ohne Auf- bzw. Absteiger ausgetragen. Staffelsieger wurde die BSG Chemie Leuna. Analog zur Nordstaffel ging der Staffelsieg in den Bezirk Halle.

### Abschlusstabelle
| Pl. | Mannschaft                     | Sp. | S | U | N | Tore    | Quote | Punkte |
| --- | ------------------------------ | --- | - | - | - | ------- | ----- | ------ |
| 1.  | BSG Chemie Leuna (N)           | 13  | 6 | 7 | 0 | 019:800 | 2,38  | 19:70  |
| 2.  | BSG Motor West Karl-Marx-Stadt | 13  | 8 | 2 | 3 | 042:230 | 1,83  | 18:80  |
| 3.  | BSG Lokomotive Weimar          | 13  | 6 | 6 | 1 | 024:160 | 1,50  | 18:80  |
| 4.  | SG Dynamo Dresden              | 13  | 6 | 5 | 2 | 024:200 | 1,20  | 17:90  |
| 5.  | BSG Motor Bautzen              | 13  | 6 | 3 | 4 | 037:290 | 1,28  | 15:11  |
| 6.  | SC Stahl Riesa (N)             | 13  | 6 | 2 | 5 | 026:250 | 1,04  | 14:12  |
| 7.  | BSG Motor Oberlind             | 13  | 6 | 2 | 5 | 027:290 | 0,93  | 14:12  |
| 8.  | BSG Chemie Lauscha             | 13  | 6 | 1 | 6 | 026:270 | 0,96  | 13:13  |
| 9.  | BSG Chemie Greppin             | 13  | 2 | 7 | 4 | 015:220 | 0,68  | 11:15  |
| 10. | BSG Stahl Freital              | 13  | 4 | 2 | 7 | 026:240 | 1,08  | 10:16  |
| 11. | BSG Rotation Südwest Leipzig   | 13  | 4 | 2 | 7 | 019:230 | 0,83  | 10:16  |
| 12. | BSG Lokomotive Cottbus (N)     | 13  | 3 | 3 | 7 | 017:350 | 0,49  | 09:17  |
| 13. | BSG Fortschritt Hartha         | 13  | 3 | 2 | 8 | 016:240 | 0,67  | 08:18  |
| 14. | BSG Motor Eisenach             | 13  | 2 | 2 | 9 | 023:360 | 0,64  | 06:20  |

| (N) Aufsteiger aus der Bezirksliga 1954/55 |

Namensänderung während der Saison
- BSG Rotation Nordost Leipzig ↔ BSG Rotation Südwest Leipzig

### Kreuztabelle
Die Kreuztabelle stellt die Ergebnisse aller Spiele dieser Saison dar. Die Heimmannschaft ist in der linken Spalte aufgelistet und die Gastmannschaft in der obersten Reihe.
| Staffel Süd 28. August 1955 – 8. Januar 1956 | Staffel Süd 28. August 1955 – 8. Januar 1956 | BSG Chemie Leuna | BSG Motor West Karl-Marx-Stadt | BSG Lokomotive Weimar | SG Dynamo Dresden | BSG Motor Bautzen | SC Stahl Riesa | BSG Motor Oberlind | BSG Chemie Lauscha | BSG Chemie Greppin | BSG Stahl Freital | BSG Rotation Südwest Leipzig | BSG Lokomotive Cottbus | BSG Fortschritt Hartha | BSG Motor Eisenach |
| -------------------------------------------- | -------------------------------------------- | ---------------- | ------------------------------ | --------------------- | ----------------- | ----------------- | -------------- | ------------------ | ------------------ | ------------------ | ----------------- | ---------------------------- | ---------------------- | ---------------------- | ------------------ |
| 01.                                          | BSG Chemie Leuna                             |                  | 1:1                            | 0:0                   | –                 | –                 | 2:0            | 4:2                | –                  | 0:0                | –                 | 3:1                          | –                      | –                      | –                  |
| 02.                                          | BSG Motor West Karl-Marx-Stadt               | –                |                                | –                     | 5:2               | 4:2               | –              | 3:2                | –                  | 5:1                | –                 | 3:1                          | 13:3                   | –                      | 3:1                |
| 03.                                          | BSG Lokomotive Weimar                        | –                | 2:2                            |                       | 1:2               | 3:3               | –              | –                  | –                  | –                  | 2:1               | 3:0                          | 1:0                    | –                      | 2:1                |
| 04.                                          | SG Dynamo Dresden                            | 0:0              | –                              | –                     |                   | 3:3               | 1:0            | –                  | 3:1                | –                  | –                 | –                            | –                      | 1:0                    | 5:2                |
| 05.                                          | BSG Motor Bautzen                            | 1:3              | –                              | –                     | –                 |                   | 1:2            | 7:1                | 5:2                | –                  | 2:1               | –                            | 3:1                    | 1:0                    | –                  |
| 06.                                          | SC Stahl Riesa                               | –                | 0:2                            | 2:4                   | –                 | –                 |                | –                  | 5:1                | 3:1                | –                 | 2:2                          | –                      | 4:2                    | –                  |
| 07.                                          | BSG Motor Oberlind                           | –                | –                              | 1:2                   | 1:1               | –                 | 3:0            |                    | 1:6                | –                  | 2:1               | 4:1                          | –                      | 2:0                    | –                  |
| 08.                                          | BSG Chemie Lauscha                           | 1:3              | 2:0                            | 2:2                   | –                 | –                 | –              | –                  |                    | 2:0                | –                 | 2:0                          | –                      | –                      | 2:0                |
| 09.                                          | BSG Chemie Greppin                           | –                | –                              | 0:0                   | 2:2               | 1:1               | –              | 3:3                | –                  |                    | –                 | 1:0                          | 0:0                    | –                      | –                  |
| 10.                                          | BSG Stahl Freital                            | 1:2              | 5:1                            | –                     | 1:2               | –                 | 3:4            | –                  | 3:0                | 2:2                |                   | –                            | –                      | –                      | 4:1                |
| 11.                                          | BSG Rotation Südwest Leipzig                 | –                | –                              | –                     | 2:2               | 4:3               | –              | –                  | –                  | –                  | 3:0               |                              | 2:0                    | 3:0                    | 0:1                |
| 12.                                          | BSG Lokomotive Cottbus                       | –                | 0:0                            | –                     | –                 | 2:0               | –              | 1:2                | 0:2                | 3:2                | –                 | 2:2                          |                        | 2:1                    | –                  |
| 13.                                          | BSG Fortschritt Hartha                       | 0:0              | 1:0                            | 2:2                   | –                 | –                 | –              | –                  | 2:3                | 3:2                | 1:2               | –                            | –                      |                        | –                  |
| 14.                                          | BSG Motor Eisenach                           | 1:1              | –                              | –                     | –                 | 4:5               | 2:2            | 1:3                | –                  | 1:2                | –                 | –                            | 7:3                    | 2:4                    |                    |

### Torschützenliste
|    | Spieler          | Mannschaft                     | Tore |
| -- | ---------------- | ------------------------------ | ---- |
| 1. | Erwin Knauerhase | BSG Motor Bautzen              | 14   |
| 2. | Hans Böhme       | SC Stahl Riesa                 | 13   |
| 3. | Klaus Bauer      | BSG Motor West Karl-Marx-Stadt | 12   |
| 4. | Werner Jugold    | BSG Motor West Karl-Marx-Stadt | 11   |
| 5. | Ernst Beck       | BSG Chemie Lauscha             | 09   |
| 5. | Rudolf Härtel    | SG Dynamo Dresden              | 09   |
| 5. | Günter Blümel    | BSG Motor Bautzen              | 09   |

## Sieger der Übergangsrunde
| 1. Nord                     | SG Dynamo Eisleben |
| Logo der SG Dynamo Eisleben | Werner Wolfram Horst Veith, Günter Hauke (1) , Gerhard Schreiber Rudolf May, Otto Matthe (6) Gerhard Leschek (6), Siegfried Hentschel (5), Paul Tretschok (6), Klaus Bauerfeld (4), Rudolf Gebhardt (1) Trainer: Berthold Viertel |
| Logo der SG Dynamo Eisleben | außerdem: Heinz Herfurth (Torwart); Heinz Günther, Erich Meißner; Dornbluth, Gerhard Kirchhoff, Egon Kröger, Gerhard Rehbein (3) – (Tore in der II. DDR-Liga)                                                                     |

| 1. Süd                    | BSG Chemie Leuna |
| Logo der BSG Chemie Leuna | Gerhard Uhlig Heinz Kutscher, Johannes Hölzlein , Hans Matthias Hans Wolf, Walter Händel Harry Vogt (2), Klaus Petke (2), Paul Brandt (6), Hans Schütze (4), Dieter Müller (3) Trainer: Heinz Pönert |
| Logo der BSG Chemie Leuna | außerdem: Fiedler, Luderer, Richter, Schütz (2), Welzel – (Tore in der II. DDR-Liga) |